# Mỹ Thạnh Bắc
Mỹ Thạnh Bắc là một xã thuộc huyện Đức Huệ, tỉnh Long An, Việt Nam.
Xã Mỹ Thạnh Bắc có diện tích 41,27 km², dân số năm 1999 là 7.382 người, mật độ dân số đạt 179 người/km².